# 장흥 보림사 사천왕상 복장 경전불서
보림사 사천왕상 복장 경전불서(寶林寺 四天王像 腹藏 經典佛書)는 전라남도 장흥군 유치면, 보림사에 있는 조선시대의 불서이다. 1998년 8월 20일 전라남도의 유형문화재 제205호로 지정되었다.

## 개요
보림사는 전라남도 장흥군 가지산에 있는 절로, 860년 신라의 승려 체징에 의해 창건되었다. 이 책은 보림사 사천왕상의 배 안에 넣어서 보관하던 유물 가운데 하나로, 모두 41종 58책이다. 
금강경과 법화경을 비롯한 경전류가 주종을 이루고 있는 것이 특징인데, 금강경은 ‘금강반야바라밀경’의 줄임말로 반야심경과 더불어 조계종의 근본 경전으로 많이 읽힌다. 또 ‘묘법연화경’이라 불리는 법화경은 천태종의 근본 경전으로, 화엄경과 함께 한국 불교사상 확립에 크게 영향을 미친 불경이다. 
이들 책의 대부분은 전라도 지역에 있는 사찰에서 간행된 것이 특징인데, 이 점으로 미루어 사천왕상 조성을 전후한 시기에 보림사의 활동이 활발하였음을 살펴볼 수 있다.

## 참고 문헌
- 보림사사천왕상복장경전불서 - 국가유산청 국가유산포털